# Emil Väre
Emil Väre (Kärkölä, Päijänne Tavastia, 28 de setembro de 1885 — Kärkölä, Päijänne Tavastia, 31 de janeiro de 1974) foi um lutador de luta greco-romana finlandês.

## Carreira
Foi vencedor da medalha de ouro na categoria de 67,5 kg em Estocolmo 1912.
Foi vencedor da medalha de ouro na categoria de 60-67,5 kg em Antuérpia 1920.